# Xiang Zhongfa
Xiang Zhongfa, född 1879, död 23 juni 1931, var en kinesisk kommunistisk arbetarorganisatör. Han blev generalsekreterare i Kinas kommunistiska parti 1928 och höll posten fram till sin arrest och avrättning tre år senare. Han var en av ett fåtal kommunistledare i Kina som hade arbetarklassbakgrund.
Xiang kom från en fattig familj i Hubei-provinsen och arbetade som kuli vid malmpråmarna Hanyeping-verken i centrala Kina. Han blev kommunist kring år 1920 under påverkan från den radikale advokaten Shi Yang och blev aktiv i den unga kinesiska arbetarrörelsen. Shi Yang avrättades den 7 februari 1923, när krigsherren Wu Peifu anställde en massaker på en nystartad fackförening för järnvägsarbetare på linjen mellan Peking och Wuhan.
1925 sändes Xiang till Sovjetunionen för att skolas ideologiskt och blev där sammankopplad med den kinesiska studentgrupp som kallades "de 28 bolsjevikerna". Han återvände till Kina 1926 och blev ordförande i det kommunistledda fackförbundet i Hubei. 1927 blev han invald i Centralkommittén i Kinas kommunistiska parti. Han var en av de få ledamöter som var närvarande vid mötet den 7 augusti 1927 där Chen Duxiu blev avsatt som partiets generalsekreterare sammanbrottet i enhetsfronten mellan kommunisterna och Kuomintang.
1928 blev Xiang vald till generalsekreterare för partiet, men stod under starkt inflytande under den karismatiske Li Lisan. På grund av Chiang Kai-sheks vita terror verkade Xiang underjordiskt i Shanghai, men han blev angiven och arresterades den 21 juni 1931 av polisen i Shanghai International Settlement, som utlämnade honom till de kuomintang-kontrollerade kinesiska myndigheterna. Han avrättades summariskt två dagar senare i Shanghai.